# John Eatton Le Conte
Para el académico John Le Conte; para el entomólogo John Lawrence LeConte
John Eatton Le Conte, Jr. (a veces John Eatton LeConte o John Eaton Leconte) (1784–1860) fue un naturalista estadounidense.

## Biografía
Nace cerca de Shrewsbury, Nueva Jersey, hijo de John Eatton Le Conte y de Jane Sloane. Se gradúa en el Columbia College, donde muestra interés en Ciencias; aprendiendo Historia natural de David Hosack, fundador del Jardín botánico Elgin.
Su hermano mayor Louis hereda la plantación familiar en Woodmanston, cerca de Midway en Georgia. Aunque John Le Conte usualmente vivió en Nueva York y en New England, permaneció durante sus inviernos en Woodmanston. Sufría de reumatismo, y posiblemente de otras dolencias, durante su edad adulta.
En abril de 1818, Le Conte es nombrado capitán en el "Cuerpo de Ingenieros Topógrafos del United States Army. Sus primeras designaciones incluían exploraciones de la vecindad de Norfolk, Virginia, la bahía de Savannah, Georgia y el golfo de Ossabaw, Georgia. LeConte fue promovido a mayor brevet en abril de 1828, y resignó su comisión en agosto de 1831.
A principios de 1821, John Le Conte le propuso al Secretario de Guerra John C. Calhoun una exploración expedicionaria al recientemente adquirido territorio de Florida. A fines de ese año se contacta nuevamente con el Secretario Calhoun, notificándolo que estaba asignado a explorar la bahía de Savannah ese invierno, y proponiéndole que realizara una expedición a la Florida y a Georgia para ese invierno. Obtiene 970 $ para la expedición, incluyendo el costo del alquiler de una balandra y tripulación para un mes. El Departamento de Guerra les agrega 600. $ A principios de 1822 se dirige a Fernandina, Florida, llevando una orden visada po el Mayor General Winfield Scott para que el oficial comandante de Amelia Island le diera ocho hombres y oficiales no comisionados para acompañar a Le Conte en su expedición. El teniente Edwin R. Alberti también se unió a dicha expedición.
La partida de Le Conte explora el río San Juan. Dicho río previamente había sido explorado por John y por William Bartram entre 1765 a 1766 y nuevamente por William Bartram entre 1773 a 1777, pero ninguna expedición alcanzó la fuente del río. Le Conte también falló en hallar la naciente del río. Erróneamente concluyó que el lago Okeechobee (que se creía era la fuente del río San Juan en muchas cartas) no existía, así como su descripción de la naciente del río en el lago George fue incierta.
Su primera publicación, de 1811 fue un catálogo en latín de plantas halladas en la isla Manhattan. Su temprana ambición de publicar una Flora de EE. UU. fue parcialmente cumplida cuando Stephen Elliott realiza A Sketch of the Botany of South-Carolina and Georgia.
Luego publicará un número de artículos, sobre diferentes géneros. En algunos, fue crítico de la obra de Elliott, aunque compartía sus notas sobre Utricularia con el propio Elliott. Después del deceso de Elliott, Le Conte publica solo artículos ocasionales sobre plantas.
Los intereses primarios de Le Conte fueron sobre zoología, y fue coautor con Jean Baptiste Boisduval de un libro sobre insectos: Histoire général et iconographie des lepidoptérès et des chenilles de l’Amerique septentrionale (o: "Historia general e iconográfica de Lepidoptera y orugas de la América Norteña"), que se publica en París. Muchas de las ilustraciones de esa obra las hizo John Abbot.
También escribió sobre ranas, sapos, pequeños mamíferos, reptiles, crustáceos. Sus ilustraciones de Le Conte en color de tortugas estadounidenses lo hicieron conocido como El Audubon de las Tortugas. Describió y nombró veintidós especies y subespecies de tortugas de la región sudeste de EE. UU.
John Eatton Le Conte fue miembro de la Sociedad linneana de Londres y sirvió como vicepresidente del Liceo de Historia Natural de Nueva York. Al moverse a Filadelfia, después de 1841, es electo vicepresidente de la Academia de Ciencias Naturales.
John Eatton Le Conte se casa con Mary Ann Hampton Lawrence el 22 de julio de 1821 en Nueva York. Su hijo John Lawrence Le Conte, quien sería el más importante entomólogo de su época, nacido el 13 de mayo de 1825, en Nueva York. Mary Le Conte fallece el 19 de noviembre de 1825 mientras viajaba a Georgia desde Nueva York. John Eatton Le Conte fallece, en Filadelfia, el 21 de noviembre de 1860.
- La abreviatura «Leconte» se emplea para indicar a John Eatton Le Conte como autoridad en la descripción y clasificación científica de los vegetales.[2]

## Abreviatura (zoología)
La abreviatura Leconte  se emplea para indicar a John Eatton Le Conte como autoridad en la descripción y taxonomía en zoología.